# Wiadomości Metropolii Prawosławnej w Polsce
Wiadomości Metropolii Prawosławnej w Polsce. Organ urzędowy Św. Polskiego Autokefalicznego Kościoła Prawosławnego – ogólnopolski prawosławny tygodnik, później miesięcznik, będący oficjalnym organem Polskiego Autokefalicznego Kościoła Prawosławnego. Ukazywało się w latach 1938-1939 w Warszawie jako tygodnik. Wydawcą była Kancelaria Świątobliwego Synodu Polskiego Autokefalicznego Kościoła Prawosławnego. Po wojnie w 1947 pismo wznowiono jako miesięcznik. Wydawcą był Warszawski Konsystorz Prawosławny. Pismo ukazywało się do 1948 roku.